# Ezequiel Santángelo
Ezequiel Santangelo (Pergamino, Buenos Aires, Argentina, 16 de agosto de 1995) es un futbolista argentino. Juega como defensor. Actualmente se desempeña en el Independiente de Chivilcoy del Torneo Federal A (tercera división) de Argentina.

## Clubes
| Club                       | País      | Año         |
| -------------------------- | --------- | ----------- |
| Douglas Haig de Pergamino  | Argentina | 2016 - 2021 |
| Independiente de Chivilcoy | Argentina | 2021        |